# Pappani maja
Pappani maja (på svenska: Min pappas gård) är en finsk visa komponerad och författad av Toivo Kuula 1908. Visan ingår i Kuulas opera nummer 4/4 för kör för a cappella, men Kuula använde senare visan i operan 17b/5 för violin, alternativt sång, och piano. Visan spelades upp första gången den 4 juni 1908 och publicerades första gången 1909 i tredje volymen av Suomalaisia ylioppilaslauluja. Visan spelades in på skiva första gången den 14 oktober 1925 av Jean Theslöf.